# När gäddorna leker
När gäddorna leker eller Sjöbloms dass är en svensk snapsvisa.

## Sångtext
Visan finns i flera varianter:
Exempel 1

När gäddorna leker i vikar och vass,

och solen går ner bakom Sjöbloms dass,

Ja då är det vår.

Se upp där nere nu kommer den!

Exempel 2

När gäddorna leker i vik och i vass

och solen går ner bakom Sjöbloms dass

Ja, då är det vår

och helan den går!

När gräset det gror uppå ängarna

och pigorna kommer till drängarna

Ja, då är det vår

och halvan den går!
När vinden har vänt från sydväst till nordöst

och pigorna kommer med hängande bröst

Ja, då är det höst

men tersen ger tröst!

Exempel 3

När gäddan leker i vikar och vass

och solen går ner bakom Sjöbloms dass

ja, då är det vår

och helan den går
När gubbarna ej längre har någon lust

och gummorna börjar få hängande bröst

Ja då är det höst

ta brännevin till tröst
- se upp där nere

- nu kommer den -

sjung hoppfallerallan-la